# Русский Брод
Русский Брод — село в Верховском районе Орловской области России. Центр Русско-Бродского сельского поселения. В селе также имеется железнодорожная станция Московской железной дороги с одноимённым названием.

## Название
Двойное название поселение получило возможно от заселения этого места «Дикого поля» как особо охраняемой территории у брода через реку выходцами из русских княжеств. Точное время появления названия «Русский Брод» неизвестно. В документах генерального межевания Ливенского уезда за 1799 год упоминается как «сельцо подпоручика Лаврова» (старинного дворянского рода Лавровых), а на карте ПГМ обозначено как «Руской Бротъ».

## География
Село находится в 27 км южнее райцентра п. г. т. Верховье и располагается по обеим берегам реки Любовши. Через село проходят автодорога Верховье — Ливны и железная дорога Верховье — Мармыжи.

## История
Первые упоминания о данной местности относятся к 1236 году, когда Семён Глуховской присоединил эту территорию к Новосильскому княжеству. Эта местность описывается как «место, где река делает изгиб похожий на букву „зело“». Первое письменное упоминание относится к 1571 году, когда по указу Ивана IV была образована на южных рубежах дозорная сторожа в числе 73 других.
В 1775 территория Русского Брода была разделена на 2 части, границей которых стала река Любовша. Западная часть села отошла к Малоархангельскому уезду, а восточная к Ливенскому.
В 1793 году помещики — владельцы села штабс-ротмистр Николай Евгеньевич и коллежский советник Иван Евгеньевич Лавровы были внесены в дворянскую родословную книгу Орловской губернии. Дочь Николая Лаврова Вера Николаевна Беклимишева в 1851 году стала женой знаменитого русского философа Николая Данилевского.
Русский Брод значился селом владельческим (в помещичьем владении). К приходу Спасской церкви села в 1828 году относились само село и деревни: Борки, Каменка, Кобзевка, Любовша, Тарасов Колодезь (Ртищево).
В середине XIX века в селе по воскресеньям стал устраиваться торжок. В 1851 году был построен каменный храм во имя иконы Спаса Нерукотворного. Одним из его служителей был иерей Фёдор Косов, брат преподбноисповедника Георгия Косова. В 1859 году была открыта церковно-приходская школа.
В 1871 году была открыта Русско-Бродская железнодорожная станция. Ставшая частью первой в Российской империи узкоколейной железной дороги. При станции имелись ссыпные пункты для зерна, принадлежавшие купцу Егору Самойлову. В конце XIX века местный помещик Евгений Петрович Лавров построил новое здание школы и двухквартирный дом для учителей. Им же был построен крахмальный завод.
В годы Первой Мировой войны в Русском Броде был организован пункт по отбору селян, призывавшихся на войну. Руководил этим пунктом местный помещик Иван Лавров.
В октябре 1918 года был образован сельский совет, председателем которого стал Логвин Иван Спиридонович, секретарём Гринёв.
С 3 октября по 5 ноября 1919 года село было занято белогвардейцами (партизанский генерала Алексеева батальон) .
В 1928 году Русский Брод стал центром Русско-Бродского района. В 1963 году район был упразднён и его территория вошла в состав Верховского района.
21 ноября 1941 года немецко-фашистские захватчики оккупировали село. Гитлеровцы безжалостно расстреливали местных жителей под предлогом уничтожения партизанских отрядов. В оккупации село пробыло недолго и уже менее чем через месяц было освобождено. В одной из битв принимала участие героиня Великой Отечественной войны Анна Гайтерова. Её пулеметный расчёт считался одним из лучших в части. 18 декабря 1941 года у села провела свой последний бой. Её расчёт уничтожил порядка 70 немцев, но рядом с ней разорвалась мина, осколки смертельно ранили Анну.
В 1950-х годах была образована Русско-Бродская воинская часть ПВО 47 РТБ № 71582, в 1991 году в/ч была расформирована.
В 1970-х годах был построен Русско-Бродский известковый завод, окончивший работу в 1991 году.
В 2000-х прекратил свою работу Русско-Бродский колхоз «Рассвет».

## Известные жители и уроженцы
В Русском Броде всю свою жизнь прожил краевед, почётный гражданин Верховского района Анатолий Коновалов.
В Русском Броде родился театральный актёр и писатель Лавров-Орловский Александр Дмитриевич

## Инфраструктура
В настоящее время (2016) работает Русско-Бродский элеватор ЗАО «АгроГард» и хлебопекарня.
Имеется полицейский участок.
Работает Русско-Бродская средняя общеобразовательная школа, имеется два детских сада, библиотека и Дом культуры, дом молитвы.
Работает Русско-Бродская больница (с 2015 года филиал Верховской районной Больницы) и две аптеки.

## Достопримечательности
В сквере им. Ленина установлен бюст В.И. Ленину, памятник Скорбящей Матери. Водонапорная башня 1898 года постройки, старинный дом купца Самойлова.
Церковь иконы Спаса Нерукотворного (вновь начавшая строиться в 2011 году). Святой источник, освящённый во имя святого Архистратига Михаила.
24 сентября 2020 был открыт памятник брянскому летчику Константину Ерошкину. В мае 1943 года в небе над Русским Бродом он протаранил вражеский самолёт Ю-88. Деньги на установку памятника герою-уроженцу ученики второго лицея Брянска вместе с родителями выручили от сдачи макулатуры. Памятник располагается на братских захоронениях.

## Население
| Годы      | 1866 | 2010  |
| --------- | ---- | ----- |
| Население | 841  | ↘2008 |

В 1866 году в селе насчитывалось 60 крестьянских дворов.